# Марьянополи
Марьяно́поли (итал. Marianopoli, сиц. Manchi) — коммуна в Италии, в регионе Сицилия, подчиняется административному центру Кальтаниссетта.
Население составляет 2360 человек, плотность населения — 197 чел./км². Занимает площадь 12 км². Почтовый индекс — 93010. Телефонный код — 0934.
Покровителем коммуны почитается святой Проспер из Чентурипе, воин, празднование в первое воскресение августа.